# Eugenia coibensis
Eugenia coibensis är en myrtenväxtart som beskrevs av Barrie. Eugenia coibensis ingår i släktet Eugenia och familjen myrtenväxter.
Artens utbredningsområde är Panamá. Inga underarter finns listade i Catalogue of Life.